# Bescanó
Bescanó es un municipio y localidad española de la provincia de Gerona, en la comunidad autónoma de Cataluña. El término municipal, ubicado en la comarca del Gironés, está formado por los núcleos de Bescanó, Estanyol, Montfullà y Vilanna y tiene una población de 5141 habitantes (INE 2024).

## Geografía
El municipio está ubicado en la margen derecha del río Ter, en el oeste de la comarca del Gironés y en el límite con la de la Selva.

## Historia
Hacia mediados del siglo XIX, el lugar tenía contabilizada una población de 200 habitantes. La localidad aparece descrita en el cuarto volumen del Diccionario geográfico-estadístico-histórico de España y sus posesiones de Ultramar de Pascual Madoz de la siguiente manera:

BESCANO: l. con ayunt. de la prov., part. jud. y dióc. de Gerona (1 1/2 leg.), aud. terr. y c. g. de Barcelona (19): sit. en terreno llano á la márg. del r. Ter; le baten por lo comun los vientos del O. y goza de clima saludable. Tiene 32 casas y una igl. parr. servida por un cura de ingreso: los vec. se sirven de buenas aguas de pozos para beber y demas usos domésticos. Confina N. San Gregorio; E. Monfulla; S. Estanyos, y O. Vilanna. El terreno es de regular calidad , participa de monte, y aunque le cruza el mencionado r. Ter, solo fertiliza una pequeña parte de huerta: hay bosques de maleza y arbolados. caminos locales de herradura. El correo se recibe de Gerona. prod.: trigo, legumbres, vino y aceite; cria algun ganado lanar, y caza de perdices y conejos. pobl.: 44 vec., 200 alm. cap. prod.: 2.246,400 rs. imp.: 56,160.
(Madoz, 1846, p. 292)

## Demografía
Bescanó cuenta con una población de 5141 habitantes (INE 2024).
| Gráfica de evolución demográfica de Bescanó entre 1842 y 2021 |
| |
| Población de derecho según los censos de población del INE Población de hecho según los censos de población del INEEntre el censo de 1857 y el anterior, crece el término del municipio porque incorpora a Estañol y Montfulla |

## Economía
Agricultura de secano y de regadío, ganadería e industria.

## Patrimonio
- Santuario de Santa Margarita de Bescanó.
- Restos de un poblado ibérico en el cerro de Can Cendra, en Estañol.
- Iglesia de San Mateo, del siglo XVII, en Vilanna.

## Personas notables
- Queralt Casas, jugadora de baloncesto.
- Albert Jorquera, exjugador de fútbol.
- Pau Cubarsí jugador de fútbol